# 신선설농탕
신선설농탕(神仙雪濃湯) 이란 브랜드를 대표로 하는 주식회사 쿠드는 대한민국의 외식전문 기업이다. 본사는 경기도 부천시 중동에 위치하며, 공장은 인천광역시 서구 당하동에 있다. 1981년 개점되었고, 현재는 설농탕과 김치류, 모듬수육, 김치전 등을 가공한다.

## 드라마 협찬
KBS 드라마 돌아온 뚝배기, SBS 찬란한 유산 등 여러 드라마에 협찬하고 있다.